# Mehrwertkonto
Das Mehrwertkonto (auch Premiumkonto) ist im Bankwesen ein Girokonto, das dem Bankkunden durch das Angebot von bankfremden Dienstleistungen einen Zusatznutzen erbringt.  

## Allgemeines
Die klassischen Hauptleistungen eines Girokontos wie unbarer Zahlungsverkehr (Auslandsüberweisungen, Daueraufträge, Echtzeitüberweisungen, Überweisungen, Gutschriften/Lastschriften aus Devisen-, Sorten- oder Wertpapiergeschäften), Barauszahlungen/Bareinzahlungen oder Electronic Banking werden um meist bankfremde Finanzdienstleistungen erweitert, die über das Girokonto abgerechnet werden. Auf diese Weise entsteht für den Bankkunden ein Produktzusatznutzen.  
Ein Mehrwertkonto wird um bankfremde Dienstleistungen erweitert, die für Kreditinstitute nicht nur einen Mehrwert für den Bankkunden schaffen sollen, sondern auch gleichzeitig die Möglichkeit eröffnen, sich von der Konkurrenz abzugrenzen.

## Bankfremde Dienstleistungen
Die im Zusammenhang mit einem Mehrwertkonto stehenden Dienstleistungen können allgemein in Freizeit, Preisnachlässe, Tourismus, Versicherung oder Wellness eingeteilt werden. Hierzu gehören im Einzelnen Cashback-Systeme, vergünstigte Hotel- und Mietwagenangebote, Bonushefte mit Rabatten im Einzelhandel, Auslandsreisekrankenversicherungen oder Reiserücktrittsversicherungen. Ferner ist eine Handy-Versicherung, ein Schlüsselfundservice oder die Kombination mit einem Bonusprogramm möglich.
In der Bankkalkulation erhöhen sich durch diese zusätzlichen Dienstleistungen die Betriebskosten eines Kreditinstituts, die durch deutlich höhere Kontoführungsgebühren im Vergleich zum Standard-Girokonto wieder ausgeglichen werden müssen.

## Wirtschaftliche Aspekte
Zuerst erfolgte bei Girokonten im Rahmen der Mehrwertstrategie eine Verbreiterung des Leistungsspektrums mit einer Verknüpfung von Zahlungskarten, um die Zahlungspflicht des Karteninhabers durch Belastung des Girokontos erfüllen zu können. Das ersichtlich erste Mehrwertkonto war das 1999 angebotene „HaspaJoker premium“ der Hamburger Sparkasse. Im Jahre 2001 folgte die Berliner Bank mit „BB*MAGIC“.
Durch das Angebot von Lifestyle-Produkten kann die Kundenbindung erhöht werden. Bei Mehrwertkonten handelt es sich um eine Produktdifferenzierung, welche die ohnehin geringe Markttransparenz bei Bankgebühren noch verringert, weil ein direkter Preisvergleich nicht mehr möglich ist. Das Preis-Leistungs-Verhältnis ist nicht mehr vergleichbar.
Das Deutsche Institut für Service-Qualität untersuchte im Jahre 2018 die Mehrwertkonten von acht Finanzinstituten mit Filialnetz, analysierte die Konditionen und Filialservices und bewertete die Bankleistungen der Mehrwertservices. Testsieger waren die Hamburger Sparkasse, Nassauische Sparkasse und die Kreissparkasse Ludwigsburg.